# Anales de Química
Anales de Química fue una revista científica, editada en español revisada por pares científicos, que publicaba artículos sobre investigaciones en el campo de la química.  En 1903 fue publicada la primera edición por parte de la Real Sociedad Española de Física y Química, que más tarde se convertiría en la Real Sociedad Española de Química (RSEQ).
No debe confundirse con una revista anterior del siglo 19, con el mismo nombre.

## Fases de la revista
Los Anales de Química se publicaron en sucesivas fases:
- Anales de la Real Sociedad Española de Química y Física, desde el volumen 1 (1903) hasta el volumen 36 (1940), (ISSN 0365-6675, CODEN ASEFAR).
- Anales de Química y Física, desde el volumen 37 (1941) hasta el volumen 43 (1947), (ISSN 0365-2351, CODEN AFQMAH).

A partir del volumen 44 (1948), la revista se dividió en dos títulos de serie:
- Anales de la Real Sociedad Española de Física y Química / Serie A, Física, desde el volumen 44 (1948) hasta el volumen 63 (1967) (ISSN 0034-0871, CODEN ARSFAM).
- Anales de la Real Sociedad Española de Física y Química / Serie B, Química, desde el volumen (1948) hasta el volumen 63 (1967), (ISSN 0034-088X, CODEN ARSQAL).

La serie A (Física) de este título se convirtió en 1968 en la revista Anales de Física.  Desde el volumen 64 (1968), la serie B (Química) se continuó publicando con el mismo título para formar:
- Anales de Química (1968-1979), desde el volumen 64 (1968) hasta el volumen 75 (1979), (ISSN 0365-4990, CODEN ANQUBU).

Desde el volumen 76 (1980) hasta el volumen 85 (1989), este título se dividió en tres subtítulos:
- Anales de Química / Serie A, Química Física e Ingeniería Química, (ISSN 0211-1330, CODEN AQSTDQ),
- Anales de Química / Serie B, Química Inorgánica y Química Analítica, (ISSN 0211-1349, CODEN AQSAD3),
- Anales de Química / Serie C, Química Orgánica y Bioquímica, (ISSN 0211-1357, CODEN AQSBD6)

Desde el volumen 86 (1990) hasta el volumen 91 (1995) las subseries A, B y C se unieron nuevamente para formar
- Anales de Química, desde el volumen 86 (1990) hasta el volumen 91 (1995), (ISSN 1130-2283, ANQUEX CODEN).

Por último, la revista cambió su nombre a
- Anales de Química, International Edition, desde el volumen  92 (1996) hasta el volumen 94 (1998), (ISSN 1130-2283, CODEN AQIEFZ), publicándose en inglés durante este periodo.[3]

En 1998 se fusionaron varias publicaciones europeas, para editar conjuntamente varias revistas europeas: Chemistry—A European Journal, European Journal of Organic Chemistry y la European Journal of Inorganic Chemistry. Las publicaciones que fueron absorbidas tras esta fusión fueron Acta Chimica Hungarica, Models in Chemistry, Anales de Química, Bulletin des Sociétés Chimiques Belges, Bulletin de la Société Chimique de France, Chemische Berichte, Chimika Chronika, Gazzetta Chimica Italiana, Liebigs Annalen, Polish Journal of Chemistry, Recueil des Travaux Chimiques des Pays-Bas y Revista Portuguesa de Química.
Para continuar la tradición de los Anales de Química, la Real Sociedad Española de Química ha fundado una nueva revista en 1999:
- Anales de la Real Sociedad Española de Química (Anales RSEQ[5]), ISSN 1575-3417, con periodicidad trimestral.